# Peter Balík
Peter Balík (ur. 1984) – słowacki politolog i urzędnik państwowy narodowości węgierskiej, w 2023 minister inwestycji, rozwoju regionalnego i informatyzacji.

## Życiorys
Absolwent wydziału stosunków międzynarodowych Uniwersytetu Ekonomicznego w Bratysławie (2007). W 2008 uzyskał magisterium na wydziale nauk politycznych Uniwersytetu Środkowoeuropejskiego. Pracował w stałym przedstawicielstwie Republiki Czeskiej przy ONZ w Nowym Jorku, firmie konsultingowej CEMI w Budapeszcie oraz think tanku Health Policy Institute. Był też asystentem poselskim Richarda Sulíka. W 2014 został urzędnikiem ministerstwa finansów, a w 2015 dyrektorem departamentu gospodarki cyfrowej w resorcie gospodarki. W latach 2016–2017 zatrudniony jako specjalista do spraw ekonomicznych w ambasadzie USA w Bratysławie, następnie do 2020 pracował w przy projektach prowadzonych przez Europejski Bank Inwestycyjny.
W 2020 został dyrektorem generalnym sekcji innowacji, inwestycji strategicznych i analiz w ministerstwie inwestycji, rozwoju regionalnego i informatyzacji. W maju 2023 stanął na czele tego resortu, wchodząc w skład technicznego rządu Ľudovíta Ódora. Funkcję ministra pełnił do października tego samego roku.